# Distretto urbano di Musoma
Il distretto urbano di Musoma è un distretto della Tanzania situato nella regione di Mara. È suddiviso in 13 circoscrizioni (wards) e conta una popolazione di 134 327 abitanti (censimento 2012).
Elenco delle circoscrizioni:
- Buhare
- Bweri
- Iringo
- Kamunyonge
- Kigera
- Kitaji
- Makoko
- Mukendo
- Mwigobero
- Mwisenge
- Nyakato
- Nyamatare
- Nyasho